# Бьюик, Дэвид Данбар
Дэ́вид Да́нбар Бью́ик (англ. David Dunbar Buick; 17 сентября 1854 — 5 марта 1929) — американский изобретатель и предприниматель шотландского происхождения, основатель компании Buick Motor Car Company. Первый автомобиль Дэвид Бьюик построил в 1901 году и продал знакомому за 300 долларов.

## Биография
Бьюик родился в Арброте , Шотландия, в двухлетнем возрасте со своей семьей переехал в Детройт. Он бросил школу в 1869 году и начал работать в компании по производству сантехнических товаров. В это время Бьюик начал подавать надежды как изобретатель, создал разбрызгиватель для газов и метод покрытия чугуна эмалью. Хотя чугунные ванны в настоящее время редкость, метод их эмалирования все еще используется.
В 1899 году заинтересовался двигателями внутреннего сгорания и начал с ними экспериментировать, для этого он основал новую компанию. Заявленная цель компании состояла в том, чтобы продавать двигатели для сельскохозяйственного использования. Вскоре Бьюик занялся разработкой целого автомобиля, а не только двигателя. Концентрация на разработке привела к созданию революционного двигателя с верхним расположением клапанов «Valve-in-Head». Этот метод конструкции двигателя дает гораздо более мощный двигатель, чем конкурирующая конструкция двигателя с боковым расположением клапанов, используемая другими производителями в то время. Двигатели с верхним расположением клапанов сегодня используются большинством производителей автомобилей.
В интервью историку Брюсу Кэттону в 1928 году Бьюик признал, что он был почти полностью разорен, не мог позволить себе даже телефон и работал инструктором в Детройтской школе ремесел. Он умер от рака толстой кишки 5 марта 1929 года в возрасте 74 лет и был похоронен на кладбище Вудмир в Детройте, штат Мичиган.
Бьюик занесен в Зал автомобильной славы в 1974 году.